# La nonne sanglante
La nonne sanglante (deutsch: Die blutige Nonne) ist eine Grand opéra in fünf Akten (sechs Bildern) von Charles Gounod (Musik). Das Libretto von Eugène Scribe und Germain Delavigne basiert aus einer Episode aus dem Roman The Monk (1796) von Matthew Gregory Lewis. Die Uraufführung fand am 18. Oktober 1854 in der Salle Le Peletier der Pariser Oper statt.

## Handlung
Die Oper spielt im 11. Jahrhundert in der Umgebung von Prag.

### Kurzfassung
Erster Akt. Der Eremit Pierre vermittelt einen Friedensschluss zwischen den verfeindeten Familien des Grafen von Luddorf und des Barons von Moldaw. Zur Besiegelung soll Luddorfs älterer Sohn Théobald Moldaws Tochter Agnès heiraten. Diese liebt jedoch Théobalds Bruder Rodolphe. Die beiden beschließen, zu fliehen. Da ein Gerücht über das Gespenst einer blutigen Nonne die Bevölkerung in Angst und Schrecken versetzt, soll sich Agnès als diese verkleiden.
Zweiter Akt. Als Rodolphe um Mitternacht zum vereinbarten Treffpunkt kommt, trifft er auf die echte Nonne und schwört ihr seine Treue, da er sie für Agnès hält. In einer Spukszene verwandeln sich die Ruinen des Schlosses von Rodolphes Vorfahren in ihre ursprüngliche prächtige Form. Dort haben sich seine Ahnen als Trauzeugen versammelt. Der von Rodolphes Knappen Arthur herbeigerufene Pierre bereitet dem Spuk ein Ende.
Dritter Akt. Bei einer Bauernhochzeit erfährt Rodolphe vom Tod seines Bruders. Seine Eltern sind nun einverstanden, dass er Agnès zur Frau nimmt. Doch die Nonne, die ihn jede Nacht an seinen Treueschwur erinnert, will ihn nur freigeben, wenn sie ihren Mörder tötet.
Vierter Akt. Beide Familien versammeln sich zur Hochzeitsfeier von Rodolphe und Agnès. Da erklärt ihm die Nonne, dass Rodolphes Vater ihr Mörder ist. Rodolphe, der nicht zum Vatermörder werden will, sagt die Hochzeit ohne Angabe von Gründen ab. Die alte Fehde zwischen den Familien bricht erneut aus.
Fünfter Akt. Die Moldaws stellen dem Verräter Rodolphe eine tödliche Falle. Dessen Vater erfährt davon und lässt sich von ihnen töten, um seinen Sohn zu schützen. Dadurch ist der Fluch der Nonne aufgehoben. Sie steigt mit Luddorf in den Himmel auf.

### Erster Akt
Das Schloss des Barons von Moldaw
Der Graf von Luddorf und seine Ritter sind durch eine Bresche in der Mauer mit Schwertern und Fackeln eingedrungen. Der Baron hat mit seinen Vasallen soeben eine Gruppe der Belagerer zurückgeschlagen. Mit seinen Füßen fixiert er einen der Anführer, während der Graf von Luddorf seine Streitaxt gegen einen der Belagerten erhebt, den er zu Fall gebracht hat. Ein Teil des Schlosses steht in Flammen, während sich auf den oberen Galerien die Vasallen des Barons darauf vorbereiten, Eisen und Feuer auf ihre Feinde zu gießen. In diesem Moment erscheint ein Mönch mit weißer Robe und einem Kreuz in der Hand in der Bresche, mitten in den bereits auflodernden Flammen und zwischen den Kämpfenden: Es ist Pierre, der Eremit.
Szene 1. Durch seine göttliche Autorität gelingt es Pierre, den Kampf zu beenden (Nr. 1. Arie: „Dieu puissant, daigne m’entendre“). Zur Besiegelung des Friedens soll Moldaws Tochter Agnès den älteren Sohn Luddorfs, Théobald, heiraten. Anschließend sollen alle gemeinsam am bevorstehenden Kreuzzug teilnehmen. Erst jetzt trifft Théobalds Bruder Rodolphe mit weiteren Kämpfern ein. Nachdem sie vom Friedensschluss erfahren haben, legen die Soldaten freudig ihre Waffen nieder (Nr. 2. Chor: „Compagnons, bas les armes“).
Szene 2. Rodolphe ist erschüttert, als er von der bevorstehenden Hochzeit erfährt, denn er selbst liebt Agnès. Pierre fordert ihn auf, zugunsten des Vaterlandes auf sie zu verzichten (Nr. 3. Duett: „Dieu nous command l’espérance“).
Szene 3. Auch Agnès erscheint nun. In ihrer Verzweiflung beschließen sie und Rodolphe, noch diese Nacht gemeinsam zu fliehen (Nr. 4. Duett: „Mon père d’un ton inflexible“). Als Rodolphe vorschlägt, sie um Mitternacht an der Nordmauer zu erwarten, erschauert Agnès. Der Legende nach wandelt um diese Stunde seit Jahren der Geist einer blutigen Nonne mit einer Lampe und einem Dolch zwischen den Mauern umher. Rodolphe glaubt nicht an das Gespenst, will die Angst der Leute aber zum eigenen Vorteil nutzen: Agnès soll sich als diese Nonne zu verkleiden, um ungehindert fliehen zu können. Doch Agnès’ Angst ist zu groß, um dem Vorschlag zuzustimmen. Rodolphe fleht sie auf den Knien an, nachzugeben.
Szene 4. Luddorf ertappt Rodolphe und Agnès in dieser Lage und erkennt sofort, dass die beiden ein Paar sind (Nr. 5. Finale: „Que vois-je? Il est perdu“). Da sich Rodolphe weigert, seine Liebe aufzugeben, verflucht und verbannt ihn sein Vater.
Szene 5. Alle sind erschüttert über diese Wendung. Agnès flüstert Rodolphe zu dessen Freude zu, dass er sie um Mitternacht erwarten solle.

### Zweiter Akt
Straße zum Haupthof des Schlosses
Im Hintergrund das Schloss mit einer großen Treppe. Die Straße führt durch ein großes offenes Tor in den Schlosshof.
Szene 1. Nach der Feier machen sich betrunkene Landleute von einer Taverne auf den Weg nach Hause (Nr. 6. Chor: „Assez rire et boire“). Rodolphes Page Arthur wartet auf seinen Herrn, um ihm bei der Flucht mit Agnès zu helfen. Er versucht, den Aufbruch der Trinker zu beschleunigen, indem er sich als Nachtwächter ausgibt.
Szene 2. Arthur beneidet Rodolphe um sein Liebesglück (Couplets: „L’espoir et l’amour“).
Szene 3. Als Rodolphe kommt, bestätigt ihm Arthur, dass alles vorbereitet ist (Nr. 7. Szene: „On approche… c’est lui!“). Arthur zieht sich zurück, um auf das vereinbarte Zeichen zu warten.
Szene 4. Rodolphe erwartet vor der Schlosstreppe die verkleidete Agnès (Nr. 8. Arie: „Voici l’heure“). Da erscheint der Geist der blutenden Nonne, exakt wie in der Legende beschrieben. Rodolphe glaubt, es sei Agnès. Die Nonne spricht zunächst nur wenige Worte: „Mein! … Immer mein!“ Als sie seine Hand ergreift, erschauert Rodolphe über deren Kälte. Dennoch steckt er ihr einen Ring an den Finger und schwört ihr Treue „beim Himmel und der Erde“. In diesem Moment taucht auf der Treppe, von Rodolphe ungesehen, die echte Agnès auf. Die Nonne zieht ihn mit sich fort.
Während eines „fantastischen Zwischenspiels“ (Nr. 9) erscheinen die überwucherten Ruinen eines gotischen Schlosses. In der Mitte ein zerbrochener Steintisch und mit Efeu und wilden Pflanzen überwachsene Steinsitze. Mondlicht beleuchtet eine Einsiedelei auf den Felsen im Hintergrund.
Szene 5. Rodolphe erkennt das alte verlassene Schloss seiner Vorfahren wieder (Nr. 10. Szene der Toten: „Effrayés par la foudre“). Die Nonne hat sich zum Gebet niedergekniet. Rodolphe schickt Arthur zur Einsiedelei Pierres, um diesen um Hilfe zu bitten.
Das Mondlicht weicht, und die Ruinen verwandeln sich in ihre ursprüngliche Form – ein prächtiges Schloss mit reich gedeckten Tischen. Der Bankettsaal ist von Fackeln und Kandelabern hell erleuchtet und mit glänzenden Waffenbündeln ausgeschmückt.
Szene 6. Rodolphe erinnert sich aus seiner Kindheit an die Gastmahle in diesen Saal. Jetzt erscheinen auch die Geister seiner Ahnen in Erwartung eines neuen Festes.
Szene 7. Die Nonne erklärt Rodolphe, dass die Geister ihre Trauzeugen seien. Überraschenderweise erkennt Rodolphe auch seinen Bruder Théobald unter ihnen. Die Nonne teilt ihm mit, dass dieser inzwischen gestorben sei. Sie gibt sich ihm als die „blutige Nonne“ Agnès zu erkennen und erinnert ihn an seinen namentlich an sie gerichteten Treueschwur.
Szene 8. Der Eremit Pierre bereitet dem Spuk ein Ende. Bevor die Nonne mit den Geistern in der Erde versinkt, weist sie Rodolphe darauf hin, dass er von nun an ihr gehöre. Rodolphe bricht zusammen.

### Dritter Akt
Raum eines Bauernhauses in Böhmen
Links eine große Tür zum umgebenden Wald. Im Hintergrund zwei Kreuze, dazwischen ein Ruhebett. Rechts im Vordergrund ein Tisch und einige Stühle.
Szene 1. Der Pächter Fritz feiert seine Hochzeit mit Anna. Ihre Gäste, junge Bauern und Bäuerinnen, singen und tanzen fröhlich Walzer (Nr. 11. Chor: „Valsez sous l’ombrage“).
Szene 2. Auf der Suche nach seinem Herrn tritt Arthur ein. Er verspricht den Anwesenden dem Brauch gemäß eine gute Nachricht (Nr. 12. Couplets: „Un page de ma sorte“) – verschweigt sie dann aber. Da erkennt er unter den Gästen den völlig verstörten Rodolphe. Arthur teilt ihm mit, dass sein Bruder Théobald in einer Schlacht gefallen sei und seine Eltern nun seiner Hochzeit mit Agnès zustimmen. Rodolphe schickt die anderen Gäste hinaus.
Szene 3. Rodolphe erzählt Arthur, dass die blutige Nonne jede Nacht an sein Bett komme und ihn an seinen Schwur erinnere (Nr. 13. Szene: „Au milieu de l’orage“). Arthur macht ihm Mut. Sein Unglück werde bald weichen.
Szene 4. Rodolphe hofft auf eine Erneuerung seiner Liebe und die Vergebung seines Vaters (Nr. 14. Cavatine: „Un jour plus pur“).
Szene 5. Es schlägt Mitternacht. Die Wand an der rechten Seite öffnet sich, und die Nonne nähert sich Rodolphe (Nr. 15. Duett: „Me voici, moi ton supplice“). Sie erinnert ihn erneut an sein Versprechen und erzählt ihm ihre Geschichte: Einst habe ihr ein Mann die Ehe versprochen. Man habe ihr jedoch mitgeteilt, dass er im Krieg gefallen sei. Daraufhin sei sie in ein Kloster eingetreten. Wenig später habe sie erfahren, dass ihr Verlobter noch lebe und eine andere Frau heiraten wolle. Als sie ihn an sein Versprechen erinnert habe, habe er sie kaltblütig erstochen. Erschüttert verspricht Rodolphe der Nonne, dass er sie rächen wolle. Im Gegenzug will ihn die Nonne am Grab ihres Mörders, dessen Namen sie verschweigt, von seinem Treueschwur lösen.

### Vierter Akt
Gärten des Grafen von Luddorf
Szene 1. Zur Hochzeitsfeier von Rodolphe und Agnès sind beide Familien eingetroffen. Luddorf eröffnet das Fest (Nr. 16. Couplets: „Bons chevaliers“).
Szene 2. Alle erheben sich und tanzen (Nr. 17. Hochzeitsmarsch – Nr. 18. Ballett: Walzer – Pas de trois – Böhmischer Tanz).
Szene 3. Pierre fordert dazu auf, die vorangegangenen Feindseligkeiten zu vergessen (Nr. 19. Finale: „Oublions tous les discordes“). Da erscheint, nur für Rodolphe sichtbar, die Nonne und deutet auf seinen Vater, ihren Mörder. Entsetzt erkennt Rodolphe, was er tun soll. Da er auf keinen Fall zum Vatermörder werden will, erklärt er, Agnès nicht mehr heiraten zu können. Alle sind empört. Die Moldaws schwören ihm den Tod, und der alte Hass zwischen den Familien bricht erneut aus. Agnès, die anderen Frauen und Pierre versuchen, das Schlimmste zu verhindern.

### Fünfter Akt
Wilde Gegend in der Nähe des Schlosses von Moldaw
Im Hintergrund auf einer Erhöhung das Grab der blutenden Nonne; weiter oben die Kapelle der Einsiedelei des Eremiten Pierre.
Szene 1. Luddorf ist nicht bereit, seinem Sohn zu vergeben (Nr. 20. Arie Luddorf: „Mon fils me fuit“). Gleichzeitig verspürt er Gewissensbisse wegen seines früheren Verbrechens. Er ist bereit, zur Sühne den Tod auf sich zu nehmen, sofern sein Sohn nichts davon erfährt. Dennoch wünscht er sich nichts mehr, als ihn ein letztes Mal wiederzusehen.
Szene 2. Unter der Führung von Moldaws Freunden Norberg und Arnold nähern sich Soldaten, um Rodolphe in der Kapelle einen Hinterhalt zu bereiten (Nr. 21. Chor: „Amis, avançons en silence“). Luddorf versteckt sich, um sie zu belauschen. So erfährt er von der drohenden Gefahr für seinen Sohn.
Szene 3. Von der linken Seite sieht Luddorf Rodolphe kommen, gefolgt von Agnès. Diese will endlich die Gründe für Rodolphes Weigerung erfahren (Nr. 22. Duett Rodolphe, Agnès: „Non, je m’attache à vos pas“). Zögerlich erzählt er ihr die Geschichte der Nonne und seinen Auftrag, ohne aber den Namen seines Vaters zu nennen. Agnès drängt ihn, die Aufgabe zu erfüllen und die Nonne zu rächen. Als Rodolphe das strikt ablehnt, spricht sie ihm ihre höchste Verachtung aus. Rodolphe ist verzweifelt (Nr. 23. Finale: „O disgrace cruelle“). Da hören sie im Hintergrund die feindlichen Ritter, die klar vernehmbar Rodolphes Leben fordern. Rodolphe will ihnen entgegentreten. In diesem Moment schleppt sich Luddorf schwer verletzt aus der Kapelle, gefolgt von den Angreifern. Um seinen Sohn zu retten, ist er an dessen Stelle in den Hinterhalt gegangen. Am Grab der Nonne lässt er sich in die Arme seines Sohnes fallen. Pierre, der Baron von Moldaw, Soldaten, Bauern und andere eilen herbei.
Szene 4. Luddorf fleht zu Gott, sein freiwilliges Opfer anzunehmen. Er stirbt. Auf dem Grab erscheint die Nonne, deren Fluch nun aufgehoben ist. Sie ist nun endlich mit Luddorf vereint und erhebt sich mit ihm in die Wolken, um Vergebung für sie beide zu erlangen. Alle bitten auf den Knien um Barmherzigkeit.

## Gestaltung
Scribes Libretto unterscheidet sich inhaltlich deutlich sowohl von der Romanvorlage als auch von Donizettis Oper Maria de Rudenz, die dasselbe Sujet verwendet. Im Roman ist die Nonne das Opfer eines entfernten Verwandten Rodolphes – bei Scribe ist der Täter sein Vater. Im Roman soll er ihre Knochen in das Familiengrab bringen, in der Oper dagegen ihren Tod durch einen Vatermord rächen. In der Vorlage wirkt eine eifersüchtige Tante gegen das Liebespaar. Scribe erfand stattdessen eine Familienfehde als politischen Hintergrund. Auch das gewaltige Hochzeitsfinale mit seinem eigenen Subplot ist neu.:194 Den Charakter des Eremiten Pierre fügte Scribe vermutlich auf Wunsch Gounods ein. In den ersten für Berlioz bestimmten Skizzen fehlt er noch, und Gounod hatte erst kurz zuvor eine Kantate mit dem Titel Pierre l’ermite komponiert,:194 die ansonsten keinen Bezug zur Oper hat.:55
Wegen der aus unterschiedlichsten Elementen zusammengesetzten Handlung wirkt der Text sehr uneinheitlich. Im vorgegebenen Rahmen einer fünfaktigen Grand opéra brachte Scribe neben den Geisterszenen wie Versatzstücke unterschiedliche Motive aus anderen Opern unter. Geisterhafte Nonnen kamen auch im Ballett von Meyerbeers Robert le diable (1831) vor, die Hochzeit zur Bekräftigung einer politischen Verbindung war bereits Thema in dessen Oper Les Huguenots (1836), eine ähnliche Nachtwächter-Szene und einen Marsch der Toten gab es in Fromental Halévys Le Juif errant (1852).:195
Der Eremit hat gleich zu Beginn eine eigene Arie, in der ein Begleitchor den religiösen Charakter betont. Von der Kirchenmusik der Zeit ist auch der Schlusschor mit seiner modalen Harmonik inspiriert. Besonderes Gewicht haben die gespenstischen Szenen und die dekorativen Tänze. Die Musik des Intermède fantastique ist fast ausschließlich aus chromatischen Seufzermotiven und Skalen über einem einzigen Akkord zusammengesetzt.:195 Der Chor singt hier quasi instrumental hinter der Bühne.
Der Musikredakteur von SWR2, Reinhard Ermen, verglich dieses Werk des jungen Gounod mit einer Talentprobe. Der Komponist sei seiner Aufgabe immer gewachsen gewesen, doch fehlten „die ganz großen Augenblicke, in denen das skeptische Nachdenken verstummt“. Besonders gelungen seien die Orchestereinleitung und die große Szene mit der Arie Luddorfs im fünften Akt.

### Orchester
Die Orchesterbesetzung der Oper enthält die folgenden Instrumente:
- Holzbläser: Piccoloflöte, zwei Flöten, zwei Oboen (auch Englischhorn), zwei Klarinetten, Bassklarinette, zwei Fagotte
- Blechbläser: vier Hörner, vier Trompeten, drei Posaunen, Ophikleide
- Pauken, Schlagzeug: große Trommel, kleine Trommel, Tamburin, Triangel, Tamtam, Glocke
- zwei Harfen
- Streicher
- Bühnenmusik: Trompete, Glocke

### Musiknummern
Im Klavierauszug von 1854 sind die folgenden Musiknummern ausgewiesen:
Erster Akt
- Introduktion
- Nr. 1. Arie (Pierre): „Dieu puissant, daigne m’entendre“
- Nr. 2. Chor: „Quel est ce bruit“ – „Compagnons, bas les armes“
- Nr. 3. Duett (Rodolphe, Pierre): „Nos ennemis vaincus“ – „Dieu nous command l’espérance“
- Nr. 4. Duett (Agnès, Rodolphe): „Dans tes yeux pleins de larmes“ – „Mon père d’un ton inflexible“
- Nr. 5. Finale: „Que vois-je? Il est perdu“

Zweiter Akt
- Nr. 6. Chor: „Assez rire et boire“
- Nr. 7. Szene (Arthur, Rodolphe): „On approche… c’est lui!“
- Nr. 8. Arie (Rodolphe): „Voici l’heure“
- Nr. 9. Intermède fantastique (Orchester und Chor)
- Nr. 10. Szene der Toten (Rodolphe, die Nonne, Chor): „Effrayés par la foudre“

Dritter Akt
- Nr. 11. Chor: „Valsez sous l’ombrage“
- Nr. 12. Couplets (Arthur): „Un page de ma sorte“
- Nr. 13. Szene (Rodolphe, Arthur): „Au milieu de l’orage“
- Nr. 14. Cavatine (Rodolphe): „Un jour plus pur“
- Nr. 15. Duett (die Nonne, Rodolphe): „Me voici, moi ton supplice“

Vierter Akt
- Nr. 16. Couplets (Luddorf): „Bons chevaliers“
- Nr. 17. Hochzeitsmarsch
- Nr. 18. Ballett
  - (A) Walzer
  - (B) Pas de trois
  - (C) Böhmischer Tanz
- Nr. 19. Finale: „Oublions tous les discordes“

Fünfter Akt
- Nr. 20. Arie (Luddorf): „Mon fils me fuit“
- Nr. 21. Chor: „Amis, avançons en silence“
- Nr. 22. Duett (Rodolphe, Agnès): „Non, je m’attache à vos pas“ – „Toi Rodolphe, perjure et traître“
- Nr. 23. Finale: „O disgrace cruelle“

## Werkgeschichte

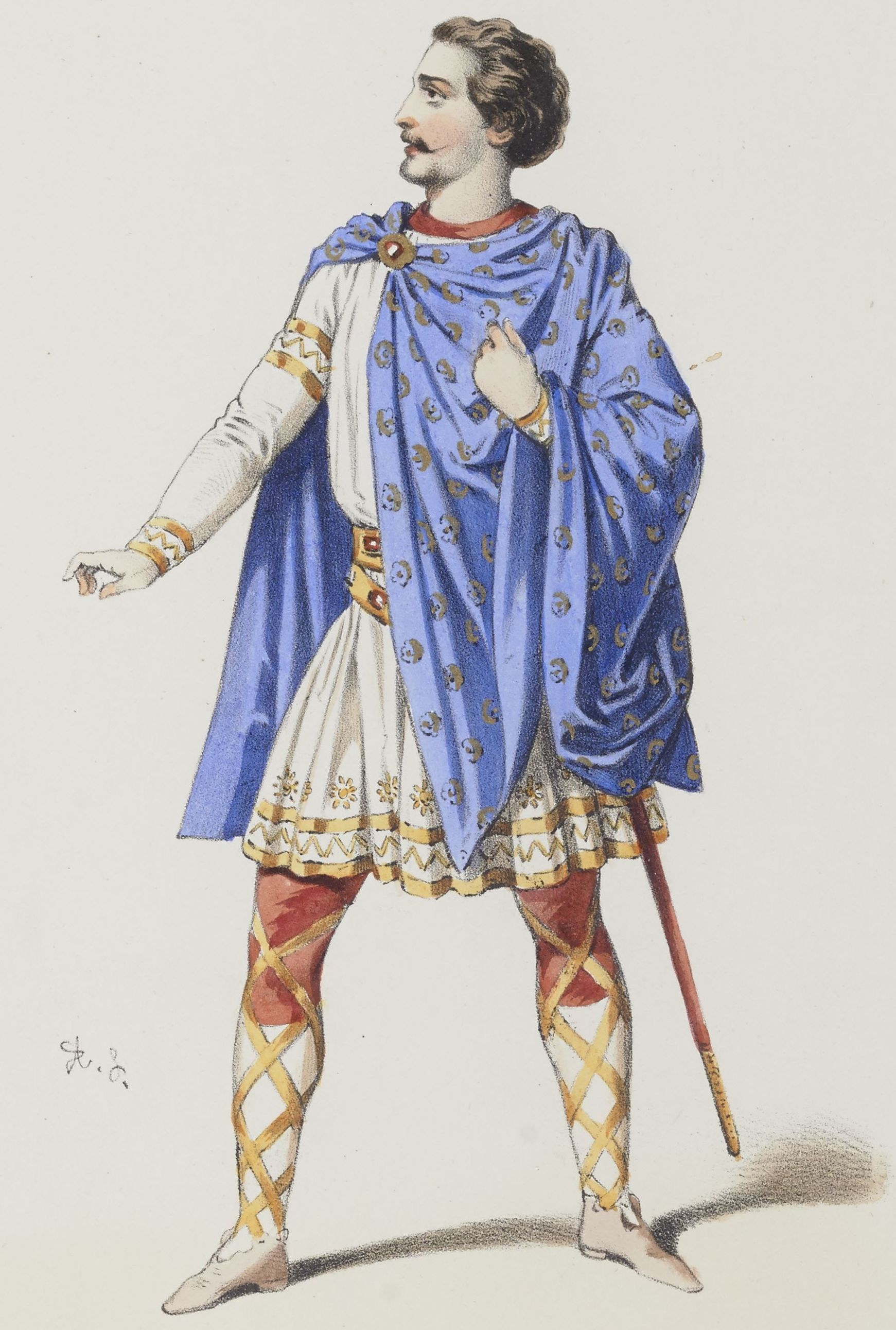
Louis Gueymard als Rodolphe in der Uraufführungsproduktion

Das Libretto von Eugène Scribe und Germain Delavigne basiert aus einer Episode aus dem Roman The Monk (1796) von Matthew Gregory Lewis. Diese war bereits mehrfach zur Vorlage von Schauspiel- und Opernfassungen geworden. 1835 erschien das Drama La nonne sanglante von Auguste Anicet-Bourgeois und Julien de Mallian, das zwei Jahre später von Salvatore Cammarano zum Libretto für Donizettis Oper Maria de Rudenz umgearbeitet wurde. Auch Scribe ging, wie aus seinen Skizzen zu erkennen ist, ursprünglich von Anicets Drama aus, wich jedoch bald deutlich davon ab.
Zwischen 1841 und 1847 begann zunächst Hector Berlioz mit einer Vertonung, von der zwei Arien und ein Duett des ersten Akts erhalten sind. Berlioz zufolge entsprach der Text durchaus den Anforderungen für eine Oper. Allerdings wurde Scribe mit seiner Arbeit nicht fertig, und die damaligen Direktoren der Pariser Oper, Nestor Roqueplan und Edmond Duponchel, hatten Vorbehalte gegen ein neues Werk von Berlioz. Sie stimmten zwar Ende 1847 einer Aufführung zu, doch Berlioz erkannte, dass es sich um ein leeres Versprechen handelte, da die Voraussetzung, sofort mit den Proben anzufangen, nicht erfüllbar war.:38 Er gab das Libretto schließlich an Scribe zurück.
Scribe bot es daraufhin den Komponisten Fromental Halévy, Giacomo Meyerbeer, Giuseppe Verdi, Daniel-François-Esprit Auber, Félicien David, Albert Grisar und Louis Clapisson an, die allesamt ablehnten. Erst am 10. Juni 1852 unterschrieb der noch junge Charles Gounod einen entsprechenden Vertrag:37 mit Rougeplan. Scribe und Delavigne verpflichteten sich, das Libretto innerhalb von drei Monaten fertigzustellen, und Gounod sollte die Partitur bis zum 1. Dezember 1853 abliefern. Die Aufführung sollte spätestens in der Saison 1856–1857 stattfinden.:39 Gounod hielt sich an die Vereinbarung. Da die Produktionen von Verdis Luisa Miller und Louis Niedermeyers La Fronde nur kurze Zeit liefen, begannen die ersten zögerlichen Proben für Gounods Oper bereits im September 1853, also noch vor der Fertigstellung. Erst im Februar des nächsten Jahres war die Solistenbesetzung festgelegt, und ab April gab es regelmäßige Proben.:40
Bei der Uraufführung am 18. Oktober 1854 in der Salle Le Peletier der Pariser Oper sangen Jean-Baptiste Merly (Luddorf), Jacques-Alfred Guignot (Moldaw), Louis Gueymard (Rodolphe), Anne Poinsot (Agnès), Marie Dussy (Arthur), Jean Depassio (Pierre), Palmyre Wertheimber (die Nonne), M. Aymès (Fritz), Pauline Dameron (Anna) und Koenig (Arnold/Norberg).
Die Oper wurde elf Mal mit gutem Erfolg aufgeführt. Auch die Presse reagierte wohlwollend.:40 Besonders die Introduktion und das Finale des ersten Akts, das Bankett der Toten, der Hochzeitsmarsch und Luddorfs Arie im letzten Akt wurden gut aufgenommen. Die Gesamteinnahmen betrugen 67 000 Francs. Roqueplan musste allerdings aufgrund der hohen Schulden des Hauses und eines Skandals um die Star-Sopranistin Sophie Cruvelli noch im selben Jahr zurücktreten, und sein Nachfolger François-Louis Crosnier nahm Gounods Oper sofort vom Spielplan – Gounod zufolge mit der Begründung, er würde einen solchen „Müll“ in der Opéra nicht zulassen. Tatsächlich war das Libretto der Nonne sanglante in der Presse (beispielsweise von M. Bourges in La revue et gazette musicale de Paris vom 29. Oktober 1854) als dekadent bezeichnet worden.:40f Die Vermischung von Schauerelementen mit religiöser Symbolik erschien vielen konservativen Zeitgenossen als „Verstoß gegen die Regeln des guten Geschmacks“. Auch im Ausland hatte es Kritik gegeben. So zog die Süddeutsche Musik-Zeitung das Fazit:

„Die ausschweifendste Phantasie vermag nichts Abgeschmackteres, Unpoetischeres und zugleich Unmusikalischeres zu ersinnen. […] Dass die Pariser Kritik eine solche Versündigung an Allem, was Poesie und Kunst heisst, nicht laut und einstimmig verdammt, ist allerdings ein noch traurigeres Zeichen der Zeit, als das Produkt selber.“

Nach der letzten Aufführung am 17. November 1854 wurde das Werk im 19. und 20. Jahrhundert nicht wieder gespielt. Gounods Autobiografie zufolge gab Scribe ihm die Schuld an dem Fehlschlag. Scribe habe ihm unmittelbar nach der Premiere noch ein weiteres Libretto angeboten, dieses kurz darauf aber wieder zurückgezogen. Doch auch für Crosnier lagen die Gründe eher am Libretto, denn wenig später beauftragte er Gounod mit der Oper Ivan le terrible.:42
Die nächste Produktion gab es erst am 19. Januar 2008 im Theater Osnabrück – mehr als 150 Jahre nach der Uraufführung. Die musikalische Leitung hatte Hermann Bäumer. Regie führte Gabriele Rech, und die Ausstattung stammte von Stephanie Posterkamp. Die Hauptrolle des Rodolphe sang Yoonki Baek. Von dieser Produktion erschien eine CD-Einspielung beim Label cpo, die vom Verein Preis der deutschen Schallplattenkritik auf die Bestenliste des dritten Quartals 2010 gesetzt wurde.
Am 12. Juni 2018 wurde die Oper wieder in Paris gespielt – nun in der Opéra-Comique. Laurence Equilbey leitete das Insula Orchestra und den Chor Accentus. Die Inszenierung stammte von David Bobée, der zusammen mit Aurélie Lemaignen auch für die Dekoration zuständig war. Für die Kostüme sorgte Alain Blanchot. Michael Spyres sang den Rodolphe. Ein Videomitschnitt dieser Produktion wurde bei Culturebox im Internet bereitgestellt.

## Aufnahmen
- 18.–20. März 2008 – Hermann Bäumer (Dirigent), Osnabrücker Symphonieorchester, Chor und Herren-Extrachor des Theaters Osnabrück.
 Marco Vassalli (Luddorf), Genadijus Bergorulko (Moldaw), Yoonki Baek (Rodolphe), Natalia Atamanchuk (Agnès), Iris Marie Kotzian (Arthur), Frank Färber (Pierre), Eva Schneidereit (die Nonne), Kolja Hosemann (Fritz), Miyuki Nishino (Anna), Sang-Eun Shim (Arnold), Tadeusz Jedras (Norberg).
 Aufnahme aus der Stadthalle Osnabrück.
 cpo 777 388-2 (2 CDs).[11]
- 12. Juni 2018 – Laurence Equilbey (Dirigent), David Bobée (Inszenierung), David Bobée und Aurélie Lemaignen (Dekor), Alain Blanchot (Kostüme), Insula Orchestra, Accentus.
 Jérôme Boutillier (Luddorf), Luc Bertin-Hugault (Moldaw), Michael Spyres (Rodolphe), Vannina Santoni (Agnès), Jodie Devos (Arthur), Jean Teitgen (Pierre), Marion Lebègue (die Nonne), Enguerrand De Hys (Fritz), Olivia Doray (Anna), Pierre-Antoine Chaumien (Arnold), Julien Neyer (Norberg), Vincent Eveno (Theobald).
 Video; live aus der Opéra-Comique Paris.
 Videostream auf Culturebox.[10]